# Scalopus aquaticus

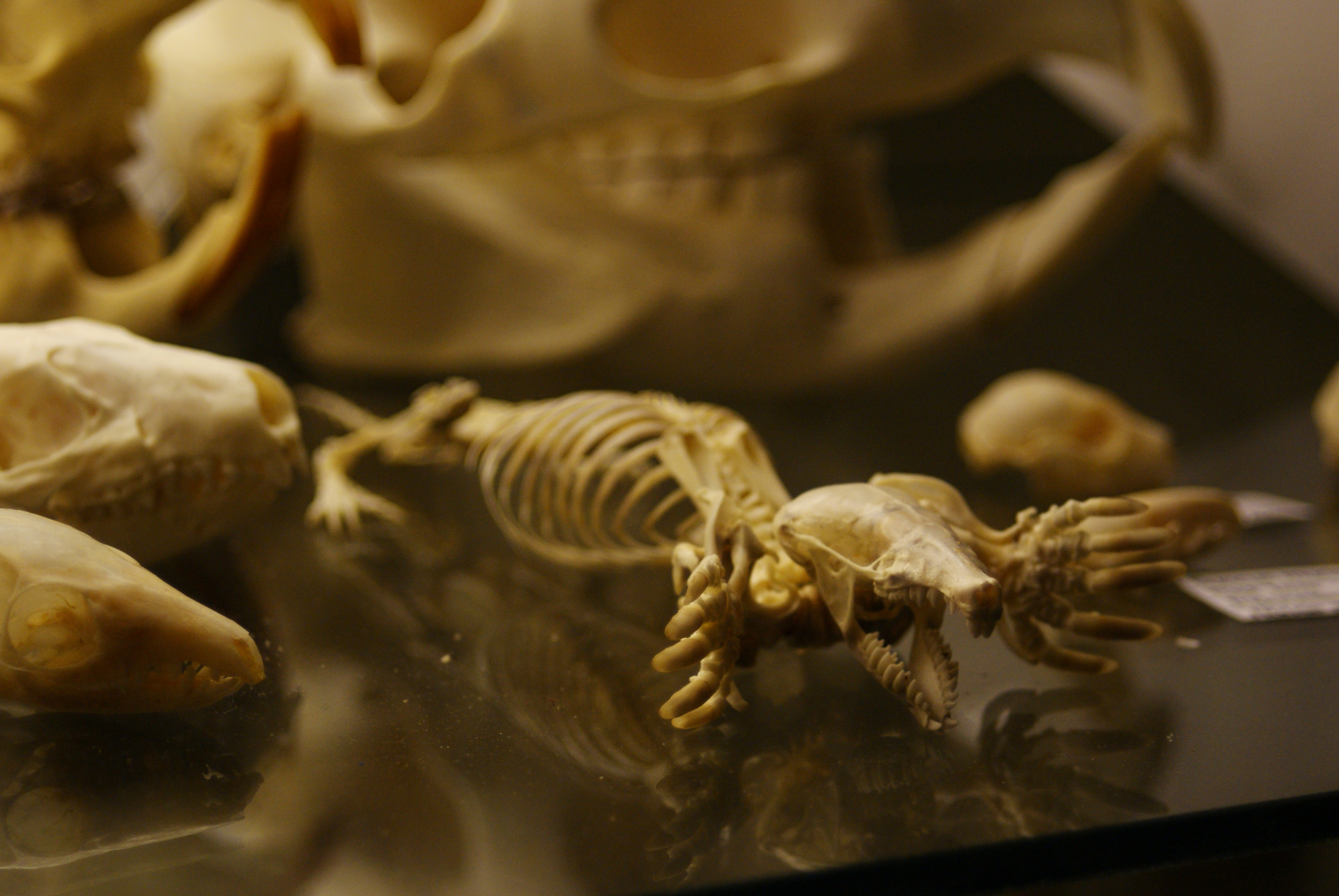
Esqueleto

El topo norteamericano (Scalopus aquaticus) es una especie de mamífero eulipotiflano de la familia Talpidae. Se encuentra en el norte de México, Estados Unidos y Canadá.
Este animal tiene un pelaje gris marrón con las partes inferiores de color gris argentado, una nariz puntiaguda y una cola corta. Mide un 16 cm de largo, incluyendo una cola de 3 cm, y pesa unos 75 g. Las patas del delante son anchos y tienen forma de pala, estando especializadas para excavar. Tiene 36 dientes. Tiene los ojos cubiertos de pelo y las orejas no son visibles.
Se pasa gran parte del tiempo bajo tierra, buscando lombrices, larvas, escarabajos, insectos y un poco de material vegetal en túneles poco profundos. Es activo todo en el año.
Es un animal principalmente solitario, excepto durante la temporada de apareamiento a principios de la primavera. La hembra da a luz una camada de entre dos y cinco crías en una profunda madriguera subterránea.